# آندره مارتینه
آندره مارتینه (به فرانسوی: André Martinet) (زادهٔ ۱۲ آوریل ۱۹۰۸ – درگذشتهٔ ۱۶ ژوئیهٔ ۱۹۹۹) زبان‌شناس برجستهٔ فرانسوی و یکی از پیشگامان زبان‌شناسی نقش‌گرا است. او یکی از اعضای مکتب زبان‌شناسی پراگ به‌شمار می‌رود. مارتینه سردبیر مجلهٔ وُرد (Word) بود که در نیویورک چاپ می‌شد. مهم‌ترین دستاورد او در زبان‌شناسی آن است که از سطح توصیف زبانی فراتر رفت و وارد حوزهٔ تبیین شد.

## زندگی‌نامه
پدر و مادر مارتینه هر دو معلم بودند. از همان کودکی به مسائل دو زبانگی علاقه‌مند بوده‌است. او از یازده سالگی به پاریس رفت و پس از اتمام تحصیلات دانشگاهی در سوربن و به دنبال موفقیت در امتحان Agregation و یافتن صلاحیت تدریس رسمی در دبیرستان‌ها و رشته‌های دانشگاهی، در سال ۱۹۳۷ موفق به دریافت دکتری دولتی از دانشکده ادبیات و علوم انسانی دانشگاه پاریس می‌شود.

پایان‌نامه اصلی وی با عنوان «مشدّدسازی هم‌خوان‌ها با منشأ بیانی در زبان‌های ژرمنی»، بعدها پایه و اساس کتاب «دگرگونی‌های آوایی» را در سال ۱۹۵۵ تشکیل می‌دهد و پایان‌نامه دیگرش در خصوص «ساختار واجگانی واژه در زبان دانمارکی» است. همسر اول آندره مارتینه دانمارکی است و اقامت وی در دانمارک باعث آشنایی او با این زبان می‌شود و این امر منجر به دوستی وی با لویی یلمزلف، زبانشناس دانمارکی می‌گردد
.

## پژوهش‌ها

### تجزیهٔ دوگانه
مارتینه مفهوم تجزیهٔ دوگانه را در تقطیع عناصر زبانی به دو سطح عناصر معنامند و نقش‌مند از یک سو و عناصر فاقد معنا اما ممیزِ معنا (یعنی همان واجها) از سوی دیگر معرفی کرد.

### تبیین زبان‌شناختی
مارتینه در فعالیت‌های زبان‌شناختیِ خود، از سطح توصیف فراتر رفت و کوشید برای فرایندهای زبانی تبیین به‌دست دهد. او دو نیروی حاکم بر تحولات زبانی را معرفی کرد که به‌صورتی متعادل در زبان به‌کار می‌روند و اقتصاد زبانی را به‌وجود می‌آورند. یکی از این نیروها، «اصل کم‌کوشی» است و دیگری «اصل حداکثر کارایی ارتباطی». این دو نیرو به‌ویژه در رده‌شناسی زبانی به‌عنوان دو انگیزه و نیروی در تعامل و مؤثر در تغییرات زبانی مطرح هستند.

## آثار

### کتاب‌های ترجمه‌شده به فارسی
- مبانی زبان‌شناسی عمومی: اصول و روش‌های زبان‌شناسی نقشگرا، ترجمهٔ هرمز میلانیان، تهران: انتشارات هرمس، ۱۳۸۰
- تراز دگرگونی‌های آوایی: جستاری در واج‌شناسی درزمانی، ترجمهٔ هرمز میلانیان، تهران: انتشارات هرمس، ۱۳۸۰

### سایر کتاب‌ها
- دیدی نقش‌گرا از زبان (۱۹۶۲)
- زبانشناسی همزمانی (۱۹۶۵)
- جستاری چند در نحو نقشگرا (۱۹۷۵)
- نقش و پویایی زبان‌ها (۱۹۸۹)
- خاطرات یک زبانشناس: زندگی در کنار زبان‌ها (۱۹۹۳)
- کلیات نحو (۱۹۷۵)
- تحول زبان‌ها و بازسازی آنها (۱۹۷۵)

### آثار مرتبط
کتاب مبانی زبان‌شناسی و کاربرد آن در زبان فارسی اثر ابوالحسن نجفی عمدتاً برمبنای زبان‌شناسی نقش‌گرای مارتینه نگاشته شده‌است.

### مقالات
- La prononciation du français contemporain. Témoignages recueillis en 1941 dans un camp de prisonniers, Parigi, Droz, 1945(فرانسوی)
- Initiation pratique a l'anglais, Lione, IAC, 1947(فرانسوی)
- Économie des changements phonétiques. Traité de phonologie diachronoque, Berna, Francke, 1955. Ora in: Économie des changements phonétiques. Traité de phonologie diachronoque, Parigi, Maisonneuve & Larose, 2005 ISBN 2706817887; trad. it. : Economia dei mutamenti fonetici. Trattato di fonologia diacronica, Torino, Einaudi, 1968
- La description phonologique avec application au parler francoprovençal d'Hauteville (Savoie), Ginevra, Droz, 1956(فرانسوی)
- Éléments de linguistique générale, Parigi, Armand Colin, 1960. Trad. it. : Elementi di linguistica generale, Roma-Bari, Laterza, 1966
- A functional view of language. Being the Waynflete lectures delivered in the College of St. Mary Magdalen, Oxford, 1961, Oxford, Clarendon, 1962. Trad. it. : La considerazione funzionale del linguaggio [1965], Bologna, Il Mulino, 1984 ISBN 88-15-00559-5; trad. fr. : Langue et fonction, Parigi, Gonthier/Denoël, 1969
- La linguistique synchronique. Études et recherches, Parigi, Presses universitaires de France, 1965(فرانسوی)
- Manuel pratique d'allemand, Parigi, Picard, 1965(فرانسوی)
- Des steppes aux océans. L'indo-européen et les "indo-eutopéens", Parigi, Payot, 1986 ISBN 2228140805. Trad. it. : L'indoeuropeo: lingue, popoli e culture, Roma-Bari, Laterza, 1989 ISBN 88-420-2937-8
- Le français sans fard, Parigi, Presses universitaires de France, 1969(فرانسوی)
- Évolution des langues et reconstruction, Parigi, Presses universitaires de France, 1975 (فرانسوی)ISBN 2130335977
- Syntaxe générale, Parigi, Colin, 1985 ISBN 2200312113. Trad. it. : Sintassi generale, Roma-Bari, Laterza, 1988 ISBN 88-420-3268-9
- Fonction et dynamique des langues, Parigi, Armand Colin, 1989 ISBN 2200312482(فرانسوی)
- Mémoires d'un linguiste, vivre les langues, Parigi, Quai Voltaire, 1993(فرانسوی)

## بزرگداشت
در ۱۹۸۸ دانشگاه رنه‌دکارت هشتادمین سال تولد آندره را در عمارت سوربن با حضور اساتید بسیاری از کشورهای مختلف برگزار کرد.

## شاگردان ایرانی آندره مارتینه
- گیتی دیهیم[۵]
- ابوالحسن نجفی[۶]
- هرمز میلانیان[۷]

## مرگ
آندره مارتینه در تاریخ ۱۶ ژوئیه ۱۹۹۹ بر اثر سرطان ریه درگذشت.